# 温泉镇 (重庆市)
温泉镇，是中华人民共和国重庆市开州区下辖的一个乡镇级行政单位。

## 行政区划
温泉镇下辖以下地区：
河东社区、河西社区、徐家坝社区、东平社区、金龙村、金霞村、双龙村、清坪村、坪梁村、和平村、乐元村、顺平村、县坝村和白玉村。